# 长柄逆刃刀
長柄逆刃刀（Rhomphaia）是一種雙手握持的镰狀單刃刀，在亞歷山大帝時期(前356-前323年)後，普及至色雷斯人各民族，成為其標誌性的武器。
其因雙手握持的方式使其揮舞起來的威力巨大，足以斬斷肢體或腦袋，而其向前彎曲的鎌狀結構，便於自盾牌外圍用尖端刺入敵人的頭、肩膀、或四肢外側，也能在多草、灌木的地區，斬出一條行軍路線來。
在使用上，武器本身雖為雙手握持但缺乏護手等格架物，在防禦時使用者須以固定在左臂上的小盾抵禦攻擊。